# 慈雲山
慈雲山（英語：Tsz Wan Shan）是位於香港九龍黃大仙區的一個以住宅發展為主的發展區。其位於黃大仙及鑽石山以北（以蒲崗村道為界）、竹園及沙田坳以東（以崇華街及雙鳳街為界），南山尾以西。中心為慈雲山道。此為九龍最北端的地方。

## 歷史
二次大戰前，慈雲山較為荒僻，稱為狗蚤嶺，後來因山上有觀音廟，民間遂改稱當地為慈雲山。（資料來源：一九八七年《東方日報》 一「香港人須知」專欄）
1925年政府將慈雲山和鑽石山之間的山腰地帶劃為「New Kowloon Dairy Farm Lot」，多間牛房集中搬遷該處，即現今崇華街及毓華里之間的土地，更東面亦有多間漂染工廠。1962年10月31日約40家牛房遭政府清拆並需搬遷新界，以騰出地皮發展徙置區。
1930年代政府計劃清拆九龍城寨，部份居民被徙置到狗蚤塱，即現今鳳凰新村環鳳街一帶。1963年政府清拆九室塱村，以發展「慈雲山城市計劃」。
慈雲山曾經是童黨的聚集地，因為該區有很多公共屋邨(或徙置區)，而社會福利服務未能追上當時大幅增長的需求。1970年代很著名的童黨組織“慈雲山十三太保”就是在這樣的一個舊區成長的。該區多年來一直是鼠患嚴重的地區之一，1979年在毓華里出現鼠患。隨著當地人口成長和舊公屋在1990年代中重建後，現時青少年問題已不復見，區內還顯得煥然一新。
2020年中，慈雲山成為2019冠狀病毒病香港疫情第三波的重災區，住宅、商場、老人院均有多人確診及死亡，人流亦因此大減，有居民批評媒體過份渲染慈雲山是疫區或死城的觀念，影響他人對慈雲山居民的印象，甚至令他人歧視慈雲山居民。截至7月31日，區内已錄得221宗確診個案。鑒於疫情嚴重，政府安排慈雲山居民進行自願免費病毒檢測，預期兩周內完成。然而，相關檢測只包括公屋住戶，並未覆蓋曾作檢測的大廈、私樓及居屋住戶，被指存有漏洞。直至8月7日，政府宣布將推出全港自願性病毒檢測計劃。
2023年3月，位於慈雲山的40萬伏特高壓供電系統曾錄得數次電壓驟降，更曾現火光及爆炸聲，導致全港多區發生大量被困升降機及火警鐘鳴響事故。

## 統計資料
根據2006年的人口普查資料，黃大仙慈雲山區的人口資料如下：
| 人口特徵 - 人口：92142人 教育 - 6至18歲人口就學比率：70.9% - 20歲及以上非就學人口具專上教育程度比例：24% | 住戶特徵 - 家庭住戶數目：27,682 戶 - 家庭住戶平均人數：3.2 人 - 家庭住戶每月收入中位數：14,785 港元 |

## 建築

### 教育系統

#### 幼稚園
- 信生中英文幼稚園 （页面存档备份，存于）（1970年創辦）
- 新九龍婦女會慈雲山幼兒園（1975年創辦）
- 保良局方譚遠良（慈雲山）幼稚園（1980年創辦）
- 路德會沙崙堂幼稚園(慈愛分校) （页面存档备份，存于）（1997年創辦）
- 嗇色園主辦可立幼稚園（1997年創辦）
- 保良局謝黃沛涓幼稚園 （页面存档备份，存于） （1999年創辦）
- 慈正邨菩提幼稚園 （页面存档备份，存于） （2001年創辦）
- 基督教中國佈道會恩恩創意幼稚園 （页面存档备份，存于）（2002年創辦）
- 慈雲山街坊福利幼稚園（已結束）
- 九龍城浸信會慈愛幼稚園（1993創辦）（已結束）
- 肖霞幼稚園（2000年創辦）（已結束）

#### 小學
- 真鐸學校（1935年創辦）

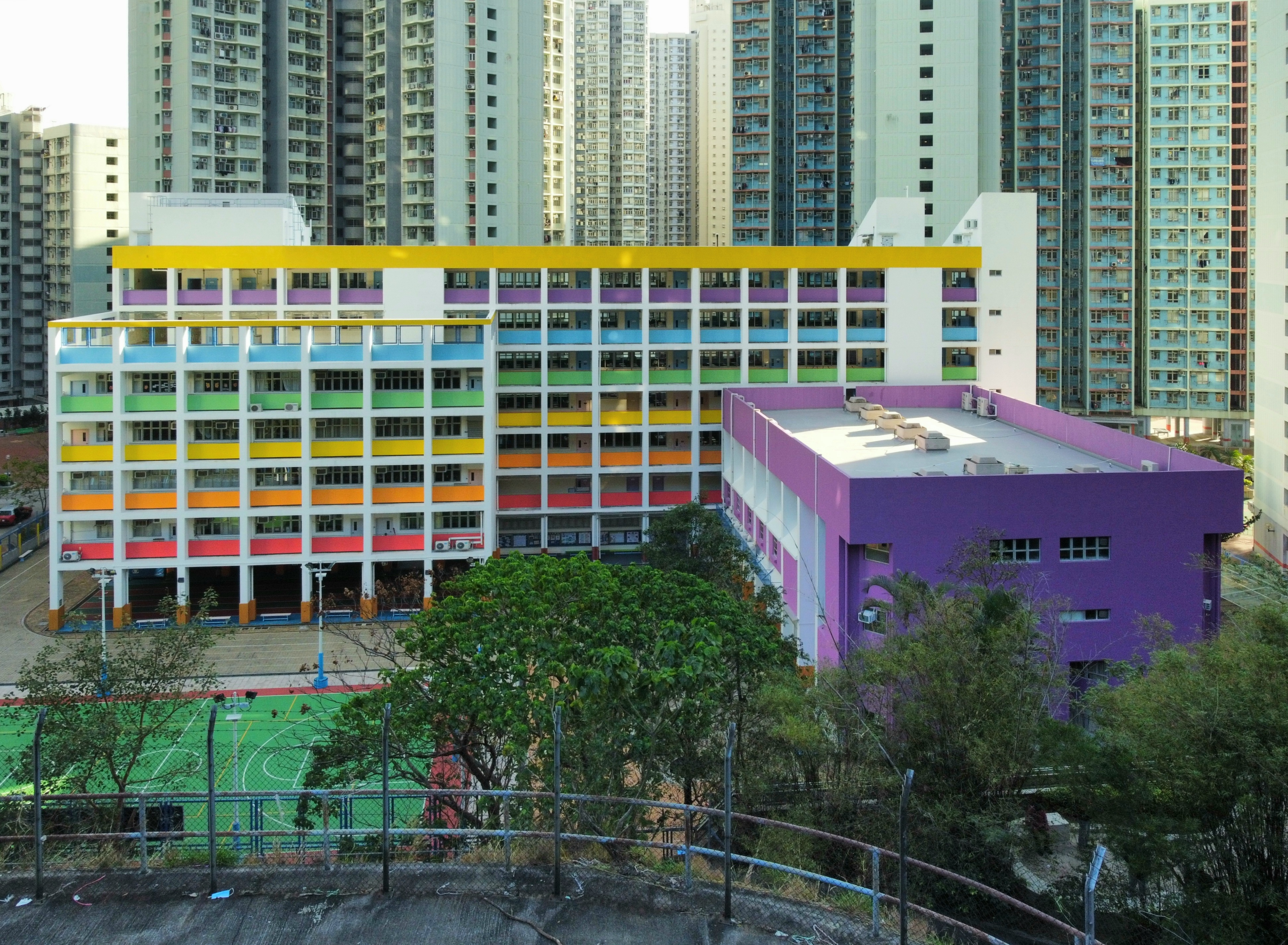
慈雲山聖文德天主教小學

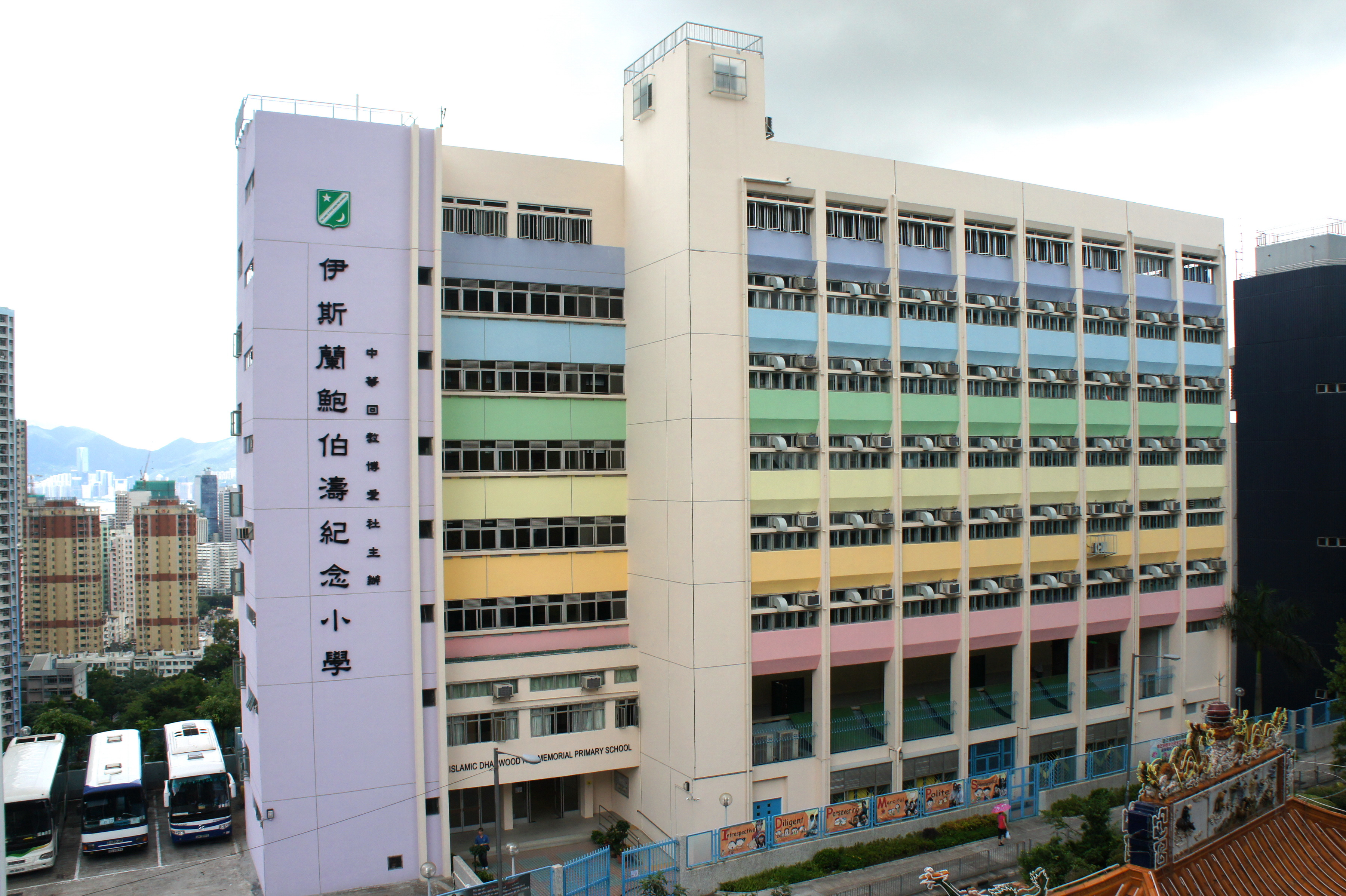
伊斯蘭鮑伯濤紀念小學

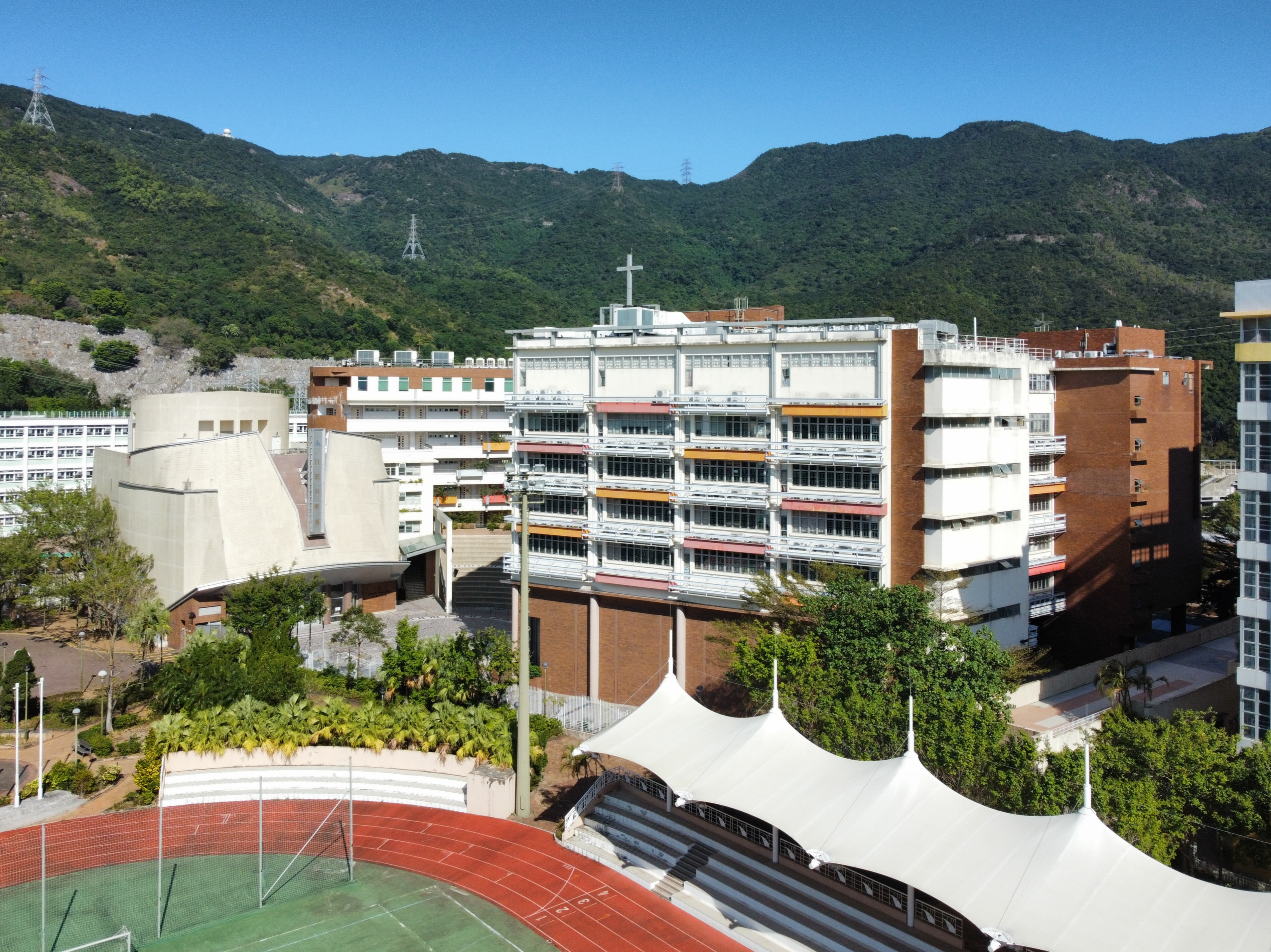
國際基督教優質音樂中學暨小學

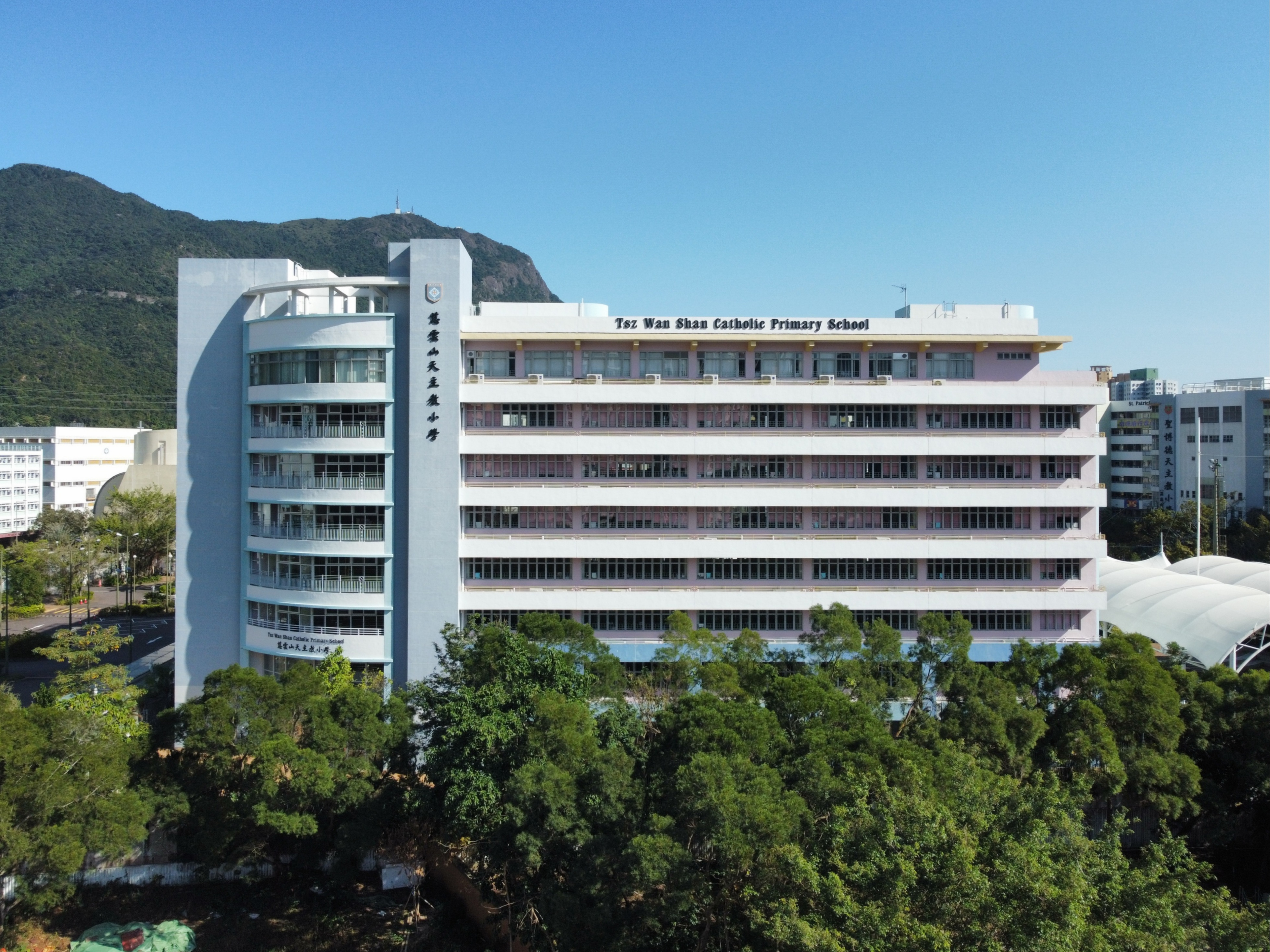
慈雲山天主教小學

- 聖博德天主教小學（蒲崗村道）（1965年創辦）
- 聖文德天主教小學（1966年創辦）
- 慈雲山聖文德天主教小學（1966年創辦）
- 中華基督教會基慈小學（1968年創辦）
- 保良局錦泰小學（1971年創辦）
- 嗇色園主辦可立小學（1996年創辦）
- 伊斯蘭鮑伯濤紀念小學（1997年創辦）
- 慈雲山天主教小學（2002年創辦）
- 國際基督教優質音樂中學暨小學（2003年創辦）
- 神召會德萃書院 (小學部)（2020年創辦）

#### 中學
- 聖母書院（1953年創辦）
- 德愛中學（1970年創辦）
- 聖文德書院（1970年創辦）
- 中華基督教會協和書院（1970年創辦）
- 保良局第一張永慶中學（1971年創辦）
- 救世軍卜維廉中學（1973年創辦）
- 保良局何蔭棠中學（2001年創辦）
- 國際基督教優質音樂中學暨小學（2003年創辦）

### 醫療
- 聖母醫院
- 伍若瑜普通科門診診所
- 伍若瑜母嬰健康院
- 伍若瑜學生健康服務中心
- 東華三院黃大仙醫院

### 屋邨 / 私人屋苑
1960年代建成的慈雲山邨有樓宇達62座，後分拆為慈民邨、慈愛邨、慈樂邨、慈正邨及慈安邨，以方便管理。舊慈雲山邨可說是全香港最大型公共屋邨，其中最多單位為第61座，而該座樓宇共16層，由2至16樓，10、11、14及15樓該4層最高提供135個出租單位。而近沙田坳道有沙田坳政府廉租屋邨，共2座。                                                                      

慈正邨社區服務大樓

現時，區内公共屋邨已完成重建，成爲以下屋苑：
公共屋邨:
- 慈民邨
- 慈樂邨
- 慈正邨
- 慈康邨
- 沙田坳邨

居者有其屋屋苑：
- 慈愛苑
- 慈安苑

#### 私人住宅：

匯豪山

匯豪山（英語：The Forest Hill）是區內52層高的單幢式住宅，於2008年5月落成，由爪哇控股發展。匯豪山的名字源自美國紐約著名的傳統豪宅區「Forest Hills Gardens」，發展商將這元素注入匯豪山，希望以此製造出高級住宅的形象。鄰近港鐵鑽石山站及大老山隧道，同時鄰近慈雲山中心及廣場等建築。
匯豪山設有25,000平方呎共有兩層名為「Forest Place」「滙豪坊」的商場，現今由佳寶食品超級市場租用。
- 慈祥大廈
- 慈華大廈

### 慈雲山中心 （購物商場）

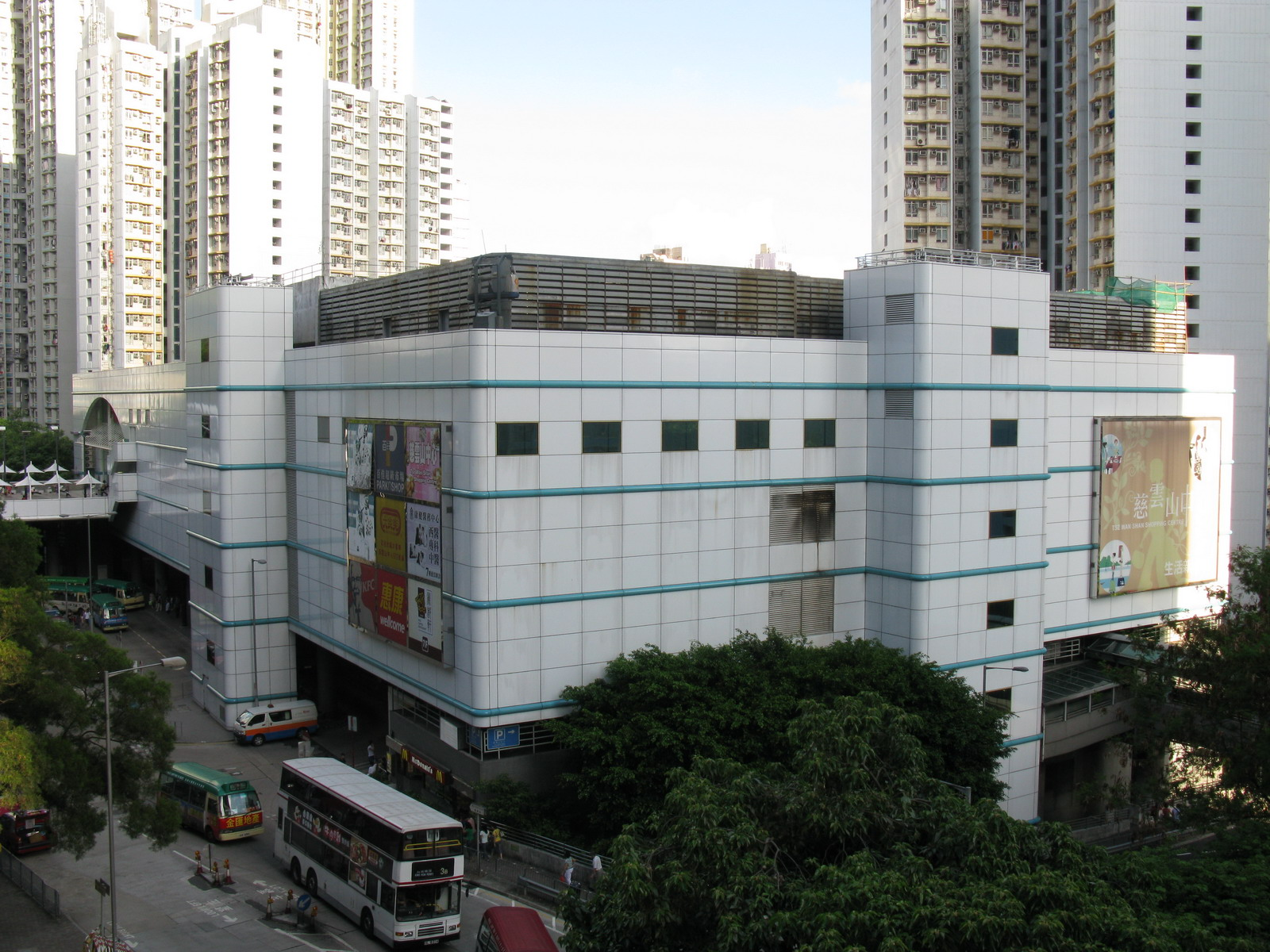
慈雲山中心

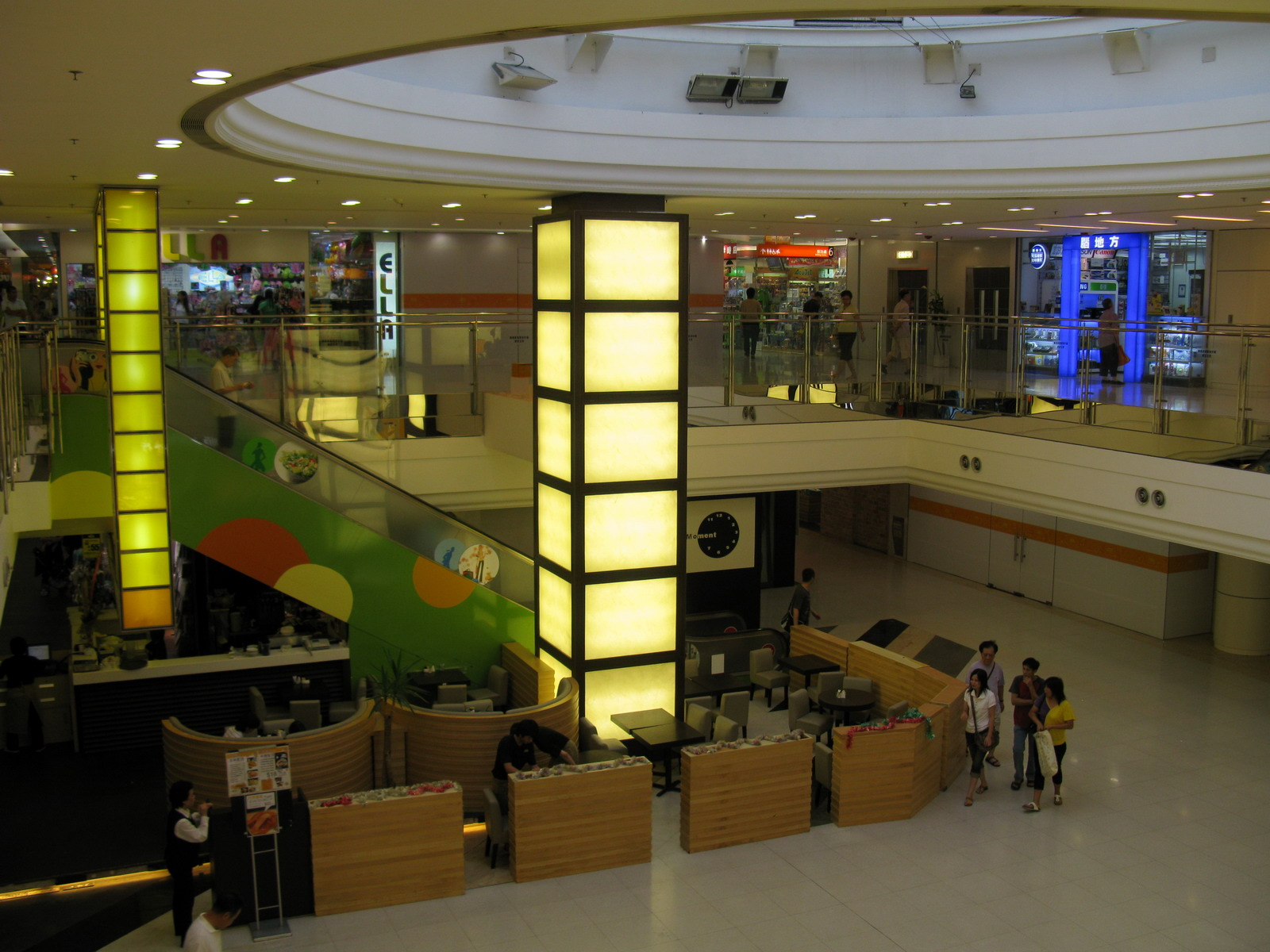
慈雲山中心5樓中庭(2008年)

慈雲山中心是香港一個私人的商場，位於黃大仙慈雲山毓華街23號，於1997年落成，為領展旗下購物中心。中心樓高八層，建築樓面面積約36,700平方米，商用面積約為21,000平方米，位於慈雲山區中央地段，是區內居民的生活匯聚點，區內屋苑林立，除了服務區內居民，亦為黃大仙、鑽石山、牛池灣等附近一帶逾十萬居民提供購物消閒設施。
中心有兩個分別位於毓華街及惠華街的主要出入口，位於惠華街的出入口連接有蓋巴士總站、小巴站、的士站，於毓華街方向設有兩層停車場。居民可利用貫通慈雲山各屋和屋苑的有蓋行人通道及天橋網路到慈雲山中心。
同時，慈雲山中心是領展重點發展商場的其中一個，領展引入大型連鎖店如馬拉松、華潤堂、美國冒險樂園、眼鏡88、位元堂、萬寧、鴻福堂、Dr. Kong、吉野家、Union等來提升競爭力。由2005年中起，領展將慈雲山中心翻新。
另外往日顧客要在巴士總站前去慈雲山中心較高樓層，只可從惠華街商場三、四樓入口進入，再在商場內接駁電梯。現時新建的電梯由惠華街巴士總站直達商場五樓，有如「飲管」，把顧客「引進」商場，電梯每日的使用量高達過萬人次，有效增加人流。可是兩條電梯因使用率高而經常故障，需要停用一段時間作維修，使其形同虛設，無法發揮原有作用。

### 康樂設施

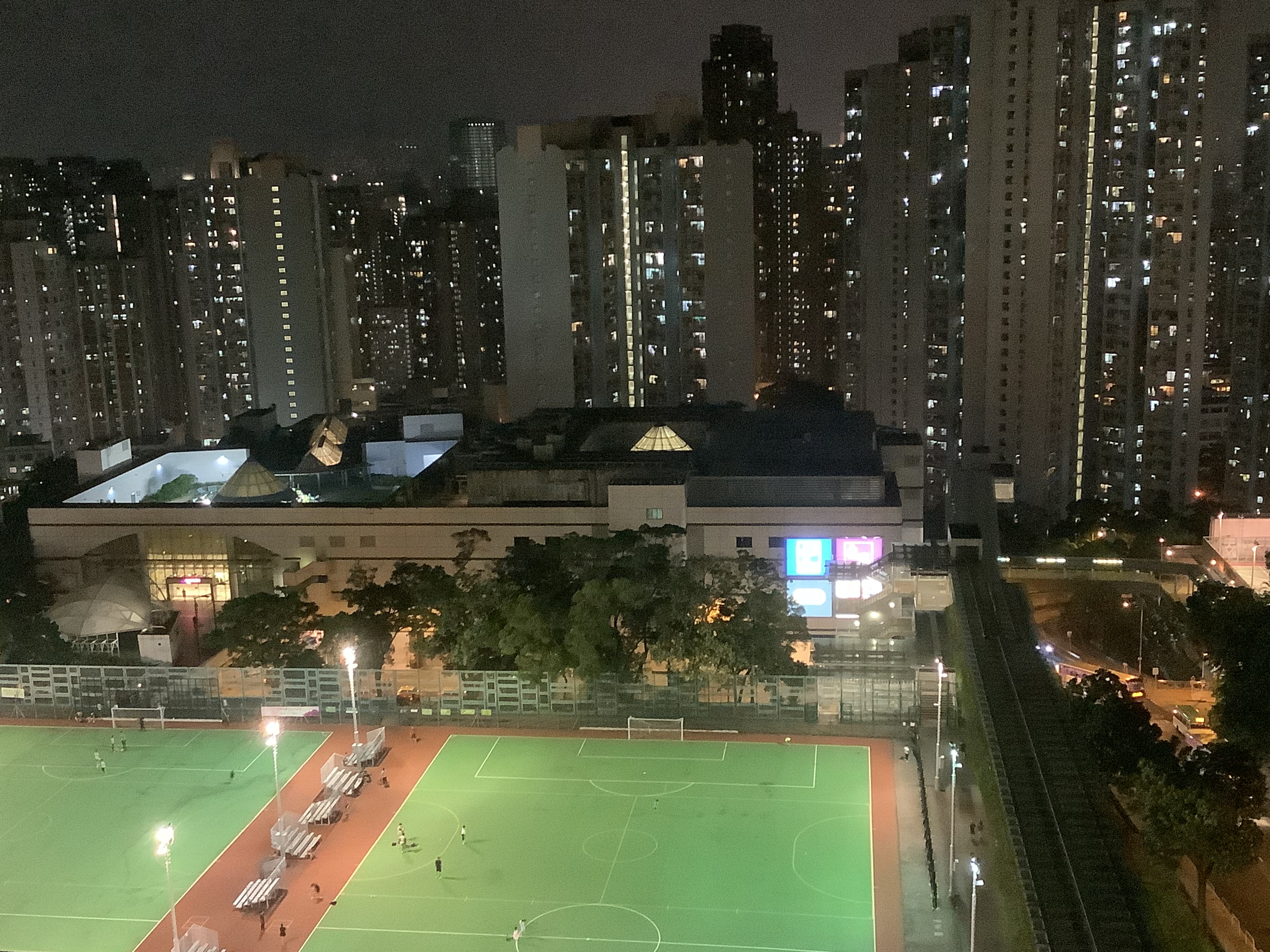
慈雲山邨中央遊樂場

- 慈雲山邨中央遊樂場
- 蒲崗村道體育館
- 慈雲山公共圖書館
- 樂華街遊樂場
- 慈雲山社區會堂
- 慈雲山道配水庫遊樂場
- 蒲崗村道公園

### 郊遊及休憩設施
- 麥理浩徑第五段及衛奕信徑第五段（屬於沙田區範圍）

均經過慈雲山山腰的沙田坳道（大部分屬沙田區範圍）。另外慈雲山的山脊上亦有路徑，連接沙田坳和吊草岩，亦可從沙田坳道登上獅子山。
- 興建全港最大的單車及休憩公園

政府於2008年在慈雲山蒲崗村道，興建擁有全香港公園最長單車徑（1000米）的慈雲山單車休憩公園。將坐落於現時的慈雲山蒲崗村道休憩用地，佔地約9公頃，耗資4億多元興建，預計在2012年落成。主要設施有： 2個11人人造草足球場／欖球場1個、木球場2個、單車場1個、單車租賃亭2個、兒童遊樂場1個、太極園1個、有蓋表演場地1個、緩跑徑及健體設施1組、長者樂園及健體設施1組、卵石步行徑1個，並設有涼亭及廣植林木的園景花園，當中的園林式公園預計於2010年3月完工並提早開放，以便居民提早享用。

### 發射站

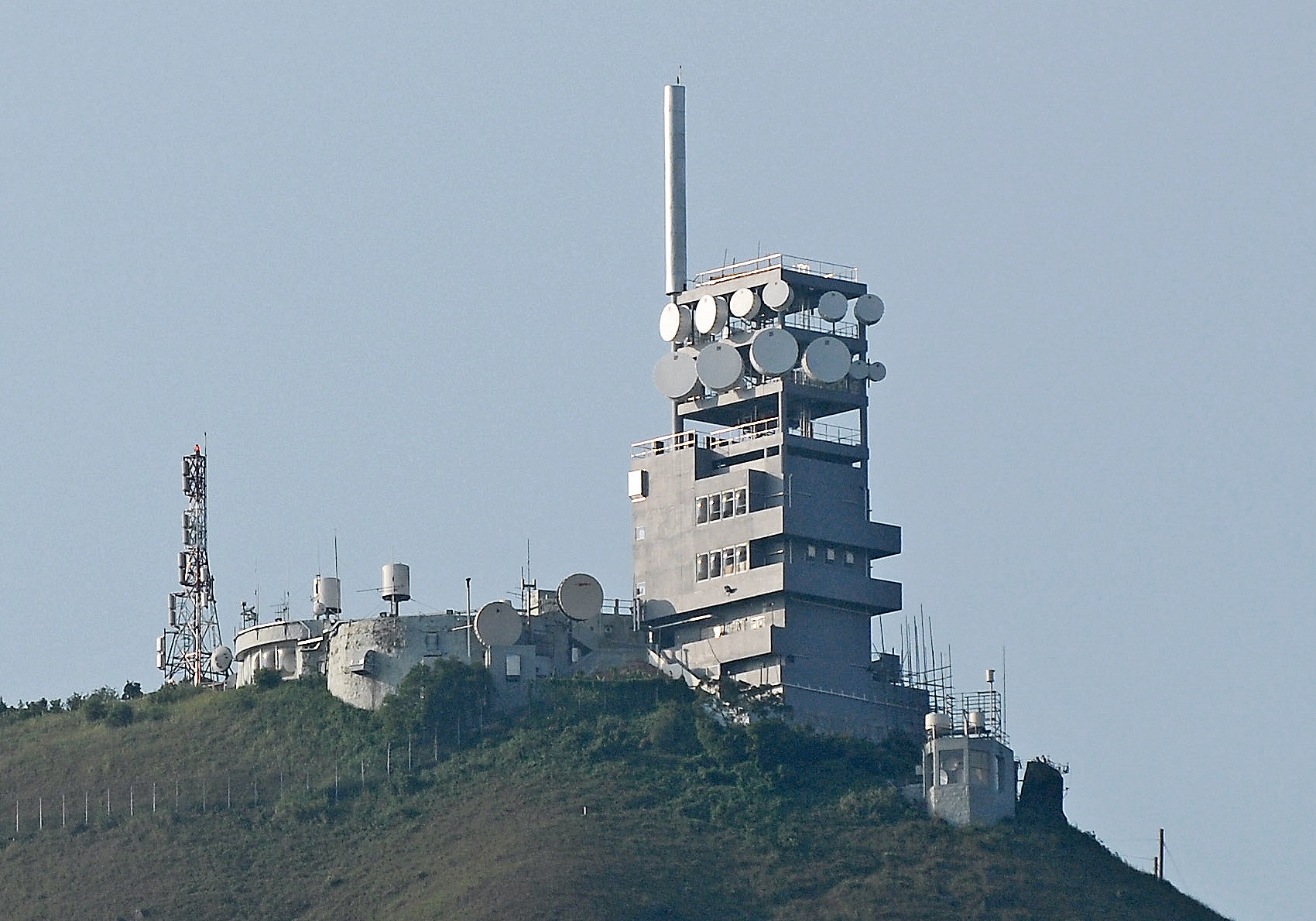
數碼電視發射站

香港數碼地面電視於2007年12月31日啟播。訊號由作為發射網絡樞紐的慈雲山作主要發射站傳送，初期的覆蓋範圍包括港島北部、九龍半島、沙田部分地區和大嶼山東部（約達全港一半人口）。ATV和TVB於2008年8月之前啟動另外5個主要發射站（分別位於青山、九龍坑山、金山、飛鵝山和南丫島），達至不少於75%的數碼電視覆蓋率。

## 防止罪案聯絡
- 黃大仙警區慈雲山警察服務中心（已於2023年4月17日暫停運作[15]）

## 區內街道
- 毓華街 / 毓華里 / 毓學里

毓華街

- 蒲芳里 / 蒲景里 / 蒲英里 / 蒲衡里 / 蒲蕙里 / 蒲慈里 / 蒲崗里 / 蒲良里
- 寧華街 / 樂華街 / 崇華街 / 欣華街 / 惠華街 / 雲華街 / 豐華街
- 慈華里 / 芳華里 / 貫華里
- 蒲崗村道
- 慈雲山道
- 沙田坳道（新九龍段）

## 區議會議席分佈
為方便比較，以下列表以慈雲山峰以南、沙田坳道、鳳德道、大老山隧道為範圍。
| 年度/範圍                                                                              | 2000-2003                          | 2004-2007                          | 2008-2011                          | 2012-2015                          | 2016-2019                          | 2020-2023                          | 2023－2026        |
| -------------------------------------------------------------------------------------- | ---------------------------------- | ---------------------------------- | ---------------------------------- | ---------------------------------- | ---------------------------------- | ---------------------------------- | ----------------- |
| 沙田坳道以東、鳳德道、蒲崗村道、崇華街、聖文德書院、黃大仙醫院                         | 鳳凰選區的一部分                   | 鳳凰選區的一部分                   | 鳳凰選區的一部分                   | 鳳凰選區的一部分                   | 鳳凰選區的一部分                   | 鳳凰選區的一部分                   | 黃大仙東選區 (H1) |
| 蒲崗村道、鳳德道、大老山隧道                                                           | 鳳德選區（視為與鑽石山的過渡地帶） | 鳳德選區（視為與鑽石山的過渡地帶） | 鳳德選區（視為與鑽石山的過渡地帶） | 鳳德選區（視為與鑽石山的過渡地帶） | 鳳德選區（視為與鑽石山的過渡地帶） | 鳳德選區（視為與鑽石山的過渡地帶） | 黃大仙東選區 (H1) |
| 沙田坳道、黃大仙配水庫、伍若瑜健康院、慈雲山峰以南、豐華街以西、雲華街以西、崇華街以北 | 慈雲西選區及慈雲北選區的一部分     | 慈雲西選區及正愛選區               | 慈雲西選區及正愛選區               | 慈雲西選區及正愛選區               | 慈雲西選區及正愛選區               | 慈雲西選區及正愛選區               | 黃大仙西選區 (H2) |
| 慈雲山峰以南、豐華街以東、雲華街以東、崇華街以北、蒲崗村道、大老山隧道                 | 慈雲東選區及慈雲北選區的一部分     | 正安選區的一部分及慈雲東選區       | 正安選區的一部分及慈雲東選區       | 正安選區的一部分及慈雲東選區       | 正安選區的一部分及慈雲東選區       | 正安選區的一部分及慈雲東選區       | 黃大仙西選區 (H2) |

註：以上主要範圍尚有其他細微調整（包括編號），請參閱有關區議會選舉選區分界地圖及條目。

## 外部連結
- 集體回憶 - 慈雲山（页面存档备份，存于）
- 相片集：昔日惡人谷─慈雲山（页面存档备份，存于）